# Міські та головні архітектори Харкова
На посаді міського архітектора та головного архітектора Харкова перебували:
| Ім'я                              | Роки життя | Період на посаді | Примітки |
| --------------------------------- | ---------- | ---------------- | --- |
| Тон Андрій Андрійович             | 1800—1858  | 1837—1845        | Перший на посаді міського архітектора. Автор проєктів багатьох міських храмів, завершував будівництво дзвіниці Успенського собору. |
| Македонський Андрій Костянтинович | 1822—1872  | 1851—1853        | |
| Покровський Борис Семенович       | 1836—1905  | 1858—1867        | Автор проєктів багатьох громадських та приватних будівель, зокрема бурси, караїмської кенаси тощо. |
| Гірш Олександр Карлович           | 1829—      | 1867—            | Займався ремонтом і перебудовами громадських споруд, брукуванням вулиць, спорудженням мостів, влаштуванням скверів. |
| Раков Олександр Дмитрович         | 1840—      | 1869—1873        | |
| Загоскін Сергій Іліодорович       | 1836—1904  | 1883—1890        | На посаду свого помічника взяв свого учня Василя Кричевського, в майбутньому відомого українського графіка, архітектора, одного із засновників українського архітектурного модерну та автора гербу УНР. У 1890 році вирішив зайнятися педагогікою, на посаду міського архітектора рекомендував молодшого брата. |
| Загоскін Іліодор Іліодорович      | 1851—1919  | 1890—1893        | Кандидатура Іліодора Загоскіна на посаду міського архітектора була запропонована старшим братом Сергієм і затверджена Міською думою. Три роки обіймав посаду Харківського міського архітектора, але залишив службу, не погоджуючись із нераціональним способом виконання робіт міською управою.                 |
| Дашкевич Михайло Іродіонович      | 1863—1930  | 1893—            | |
| Корнієнко Борис Миколайович       | 1871—1916  | 1899—1912        | Автор багатьох відомих будівель у Харкові, зокрема театру Муссурі, будинку Піотровського, старообрядницької церкви тощо. |
|                                   |            |                  | |
| Молокін Олександр Георгійович     | 1880—1951  | 1914—            | |
|                                   |            |                  | |
| Касьянов Олександр Михайлович     | 1906—1961  | 1943—1950        | Співавтор скверу Перемоги та фонтану Дзеркальний струмінь. |
| Крикін Олексій Георгійович        | 1916—1976  | 1951—1954        | Автор проєктів декількох харківських житлових та громадських будівель. |
| Шпара Петро Юхимович              | 1904—1988  | 1955—1965        | Брав участь у роботах з реконструкції Харкова, проєктування та будівництва житлових масивів (зокрема Селекційної станції, Салтівського жилмасиву, Павлового поля), а також розробці генерального плану міста.                                                                                                   |
| Алфьоров Ігор Олександрович       | 1930—1978  | 1965—1975        | Брав участь у розробці генерального плану міста. Співавтор монумента на честь проголошення радянської влади в Україні. |
|                                   |            |                  | |
| Семенов Владлен Трохимович        | 1940—2008  | 1982—1994        | |
| Шкодовський Юрій Михайлович       | 1947—2020  | 1994—2001        | |
| Бобровський Віктор Олексійович    | нар. 1949  | 2001—2006        | Завідувач Управління містобудування і архітектури міської державної адміністрації (до 2005 р.). |
| Чечельницький Сергій Георгійович  | нар. 1953  | 2006—2017        | Піддавався критиці з боку місцевої громади, зокрема за недбале ставлення до історичних будівель Харкова та фальсифікації конкурсів на нові об'єкти в місті. |
| Поліванова Тетяна Олексіївна      | нар. 1960  | 2017—2025        | Разом із попередником була замішана у багатьох скандальних проєктах. Після заклику активістів звільнена з посади через невиконання службових обов'язків протягом трьох років. |
| Коротовських Антон Володимирович  |            | 2025—нині        | Директор Департаменту містобудування та архітектури Харківської ОВА та головний архітектор області (з 2019 року). |

На посаді губернського архітектора та головного архітектора Харківської області перебували:
| Ім'я                                | Роки життя | Період на посаді | Примітки                                   |
| ----------------------------------- | ---------- | ---------------- | ------------------------------------------ |
| Вільянов Авраам (Іван) Малахович    | 1730—~1780 | 1765—1775        |                                            |
| Ярославський Петро Антонович        | 1750—1810  | 1775—1809        | У 1780 року затверджений на посаді.        |
|                                     |            |                  |                                            |
| Чернишов Степан Георгійович         | ?          | 1820-ті роки     |                                            |
|                                     |            |                  |                                            |
| Львов Михайло Павлович              | 1819—1913  | 1857—?           |                                            |
| Покровський Борис Семенович         | 1836—1903  | 1867—1871        |                                            |
|                                     |            |                  |                                            |
| Коморницький Мечислав Сильвестрович | 1858—      | 1891—            |                                            |
|                                     |            |                  |                                            |
| Степанов Віктор Григорович          | 1938-2002  | 1974-1987        | Головний архітектор Харківської області    |
|                                     |            |                  |                                            |
| Коротовських Антон Володимирович    |            | 2019—2025        | Головний архітектор Харкова (з 2025 року). |
| Чекунов Геннадій Костянтинович      |            | 2025—нині        | [ 21 ]                                     |

На посаді єпархіального архітектора перебували:
| Ім'я                              | Роки життя | Період на посаді | Примітки                    |
| --------------------------------- | ---------- | ---------------- | --------------------------- |
| Краєвський М. А.                  | ?          | 1862—1867        |                             |
| Данилов Федір Іванович            | 1810—1885  | 1869—1885        |                             |
| Нємкін Володимир Християнович     | 1857—1908  | 1886—1907        |                             |
| Покровський Володимир Миколайович | 1864—1924  | 1907—1918        | 1918 року посада скасована. |